# Che fortuna avere una cugina nel Bronx!
Che fortuna avere una cugina nel Bronx! (Quackser Fortune Has a Cousin in the Bronx) è un film del 1970, diretto da Waris Hussein, con protagonista Gene Wilder.